# Zealandotachina infuscata
Zealandotachina infuscata är en tvåvingeart som beskrevs av Malloch 1938. Zealandotachina infuscata ingår i släktet Zealandotachina och familjen parasitflugor. Inga underarter finns listade i Catalogue of Life.